# رد سونیا
رد سونیا یا سونیای سرخ (به انگلیسی: Red Sonja) یک شخصیت خیالی ابرقهرمان در کمیک‌های شمشیر و جادوگری است، که توسط نویسنده روی توماس و طراح بری وینزر-اسمیت در سال ۱۹۷۳ برای مارول کامیکس خلق شده است. رد سونیا تاحدودی برگرفته از شخصیت‌های رابرت هاوارد، رد سونیا از روگاتینو، دارک اگنس و به‌ویژه والریا می‌باشد.
مارول کامیکس تا سال ۱۹۸۶، داستان‌هایی با حضور رد سونیا منتشر کرد، و در سال ۱۹۹۵ برای یک داستان کوتاه نزد این شخصیت بازگشت. در سال ۲۰۰۵، داینامیت انترتینمنت شروع به نشر داستان‌هایی دربارهٔ این قهرمان نمود، که در طی آن سونیای اصلی کشته شد و یک نسخهٔ تناسخ یافته جایگزین او گردید. در سال ۲۰۱۳، این سری توسط گیل سیمون بازراه‌اندازی شد، و از طریق فلش‌بک روایت یک نسخهٔ تغییر یافته از داستان اولیه زندگی او را بازگو می‌کند. نویسندگان بعدی سونیا شامل: ایمی چو، مارک راسل، لوک لیبرمن، جیمی پالمیوتی، و آماندا کانر هستند.
رد سونیا در عناوین متعددی هم به عنوان قهرمان اصلی و به صورت انفرادی و هم همراه با شخصیت کونان بربر، و همچنین در ادغام با شخصیت‌های مارول و داینامیت کامیکس ظاهر شده است. شش رمان رد سونیا در دهه ۱۹۸۰ (میلادی) توسط دیوید سی. اسمیت و ریچارد ال. تیرنی منتشر شد، و در سال ۱۹۸۵، فیلمی سینمایی به همین نام با بازی بریگیته نیلسن در نقش اصلی به نمایش درآمد، در حالی که یک فیلم ریبوت با بازی ماتیلدا لوتز در نقش اصلی، یعنی سونیای سرخ در اواخر سال ۲۰۲۵ اکران خواهد شد.
لباس مشخص سونیا زرهٔ بیکینی مانند وی است که معمولاً از زره‌های پولک‌دار تشکیل شده است.